# Monts Kujū
Pour les articles homonymes, voir Kuju.
Les monts Kujū (九重山, Kujū-san) sont une des 100 montagnes célèbres du Japon. D'une altitude moyenne de 1 700 m, le massif se situe à la limite de Kokonoe et Taketa dans la préfecture d'Ōita. Il se trouve dans le parc national d'Aso-Kujū.
Il s'agit d'un volcan actif dont la dernière éruption remonte à novembre 1995.
Le moine bouddhiste Sokuhi Nyoitsu du XVIIe siècle y a fondé le temple Fukujū-ji.

## Sommets principaux
- Monts Kujū
  - Mont Kujū (1 787 m)
  - Mont Nakadake (1 791 m) - point culminant de Kyūshū
  - Mont Inahoshi (1 774 m)
  - Mont Hōsshō (1 762 m)
  - Mont Mimata (1 745 m)
- Monts Taisen
  - Mont Taisen (1 786 m)
  - Mont nord (Kita) Taisen (1 706 m)
  - Mont Heiji (1 642 m)

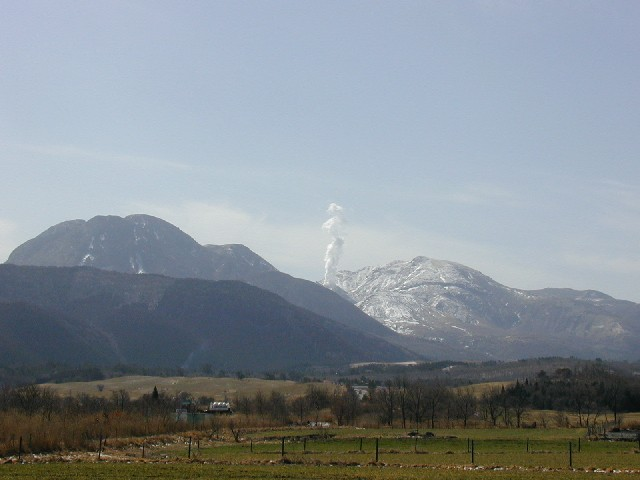
Les monts Kujū.
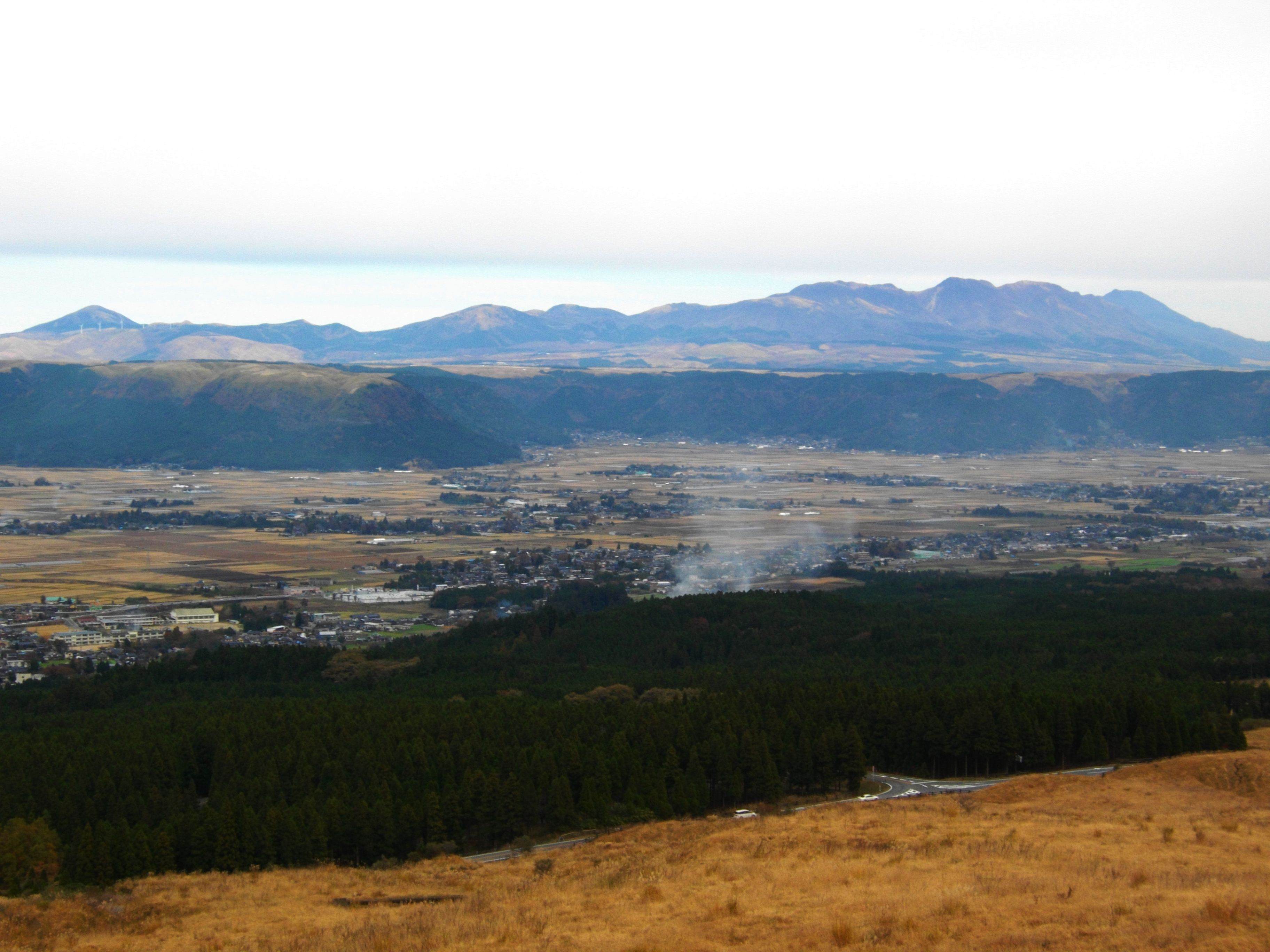
Les monts Kujū vus du mont Aso
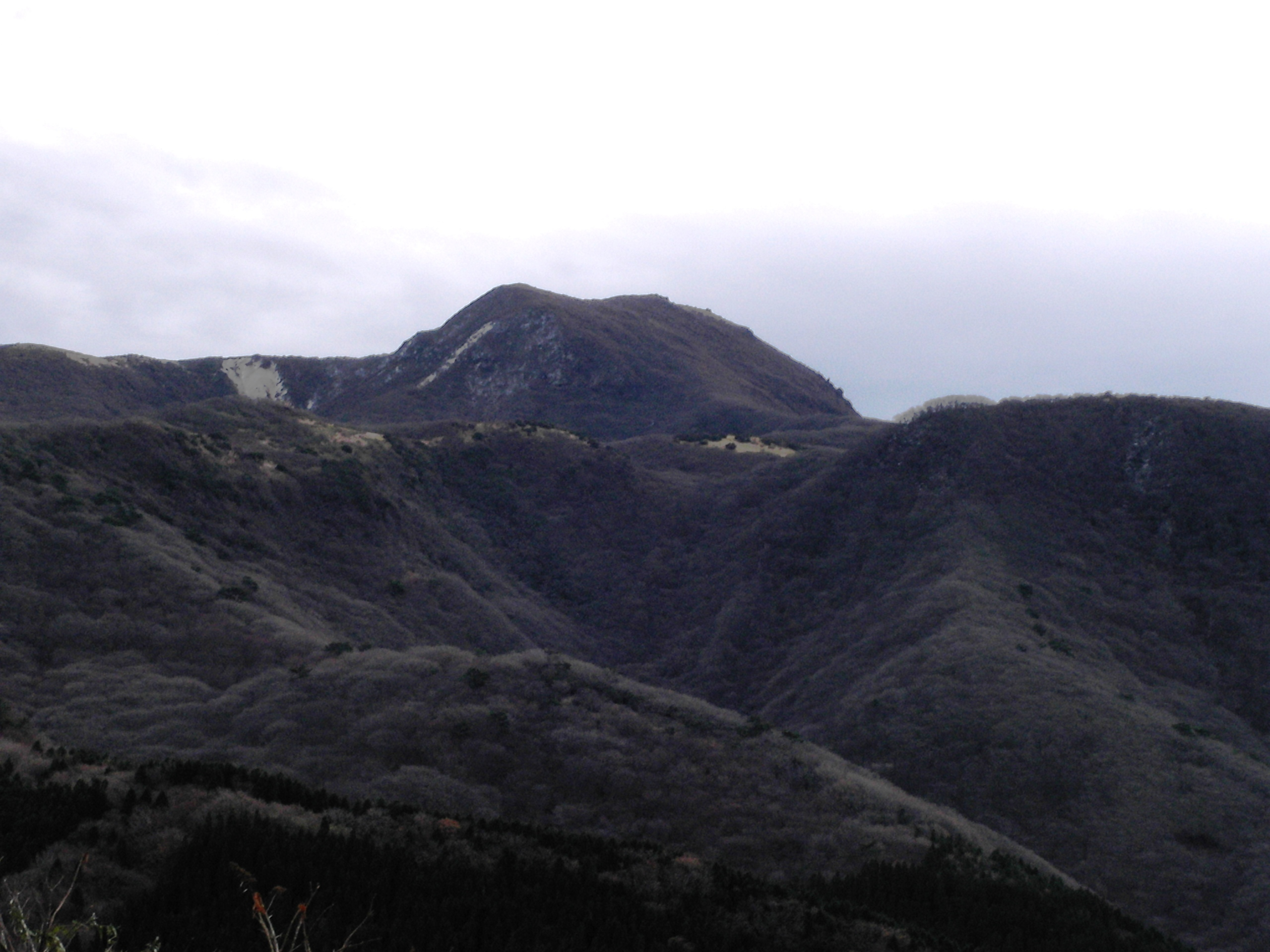
Le mont Kujū vu de Chōjabaru
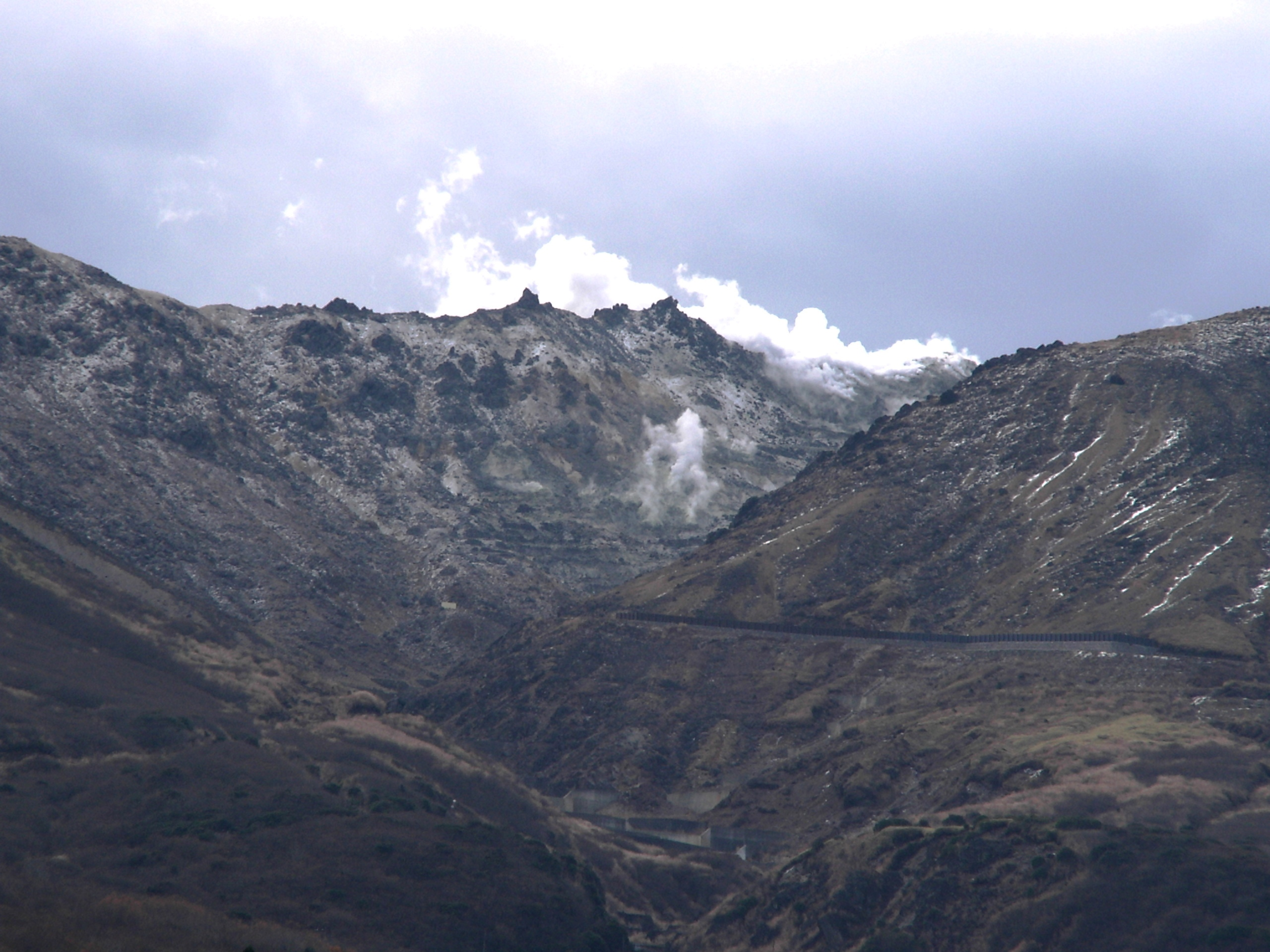
Le mont Iō vu de Chōjabaru
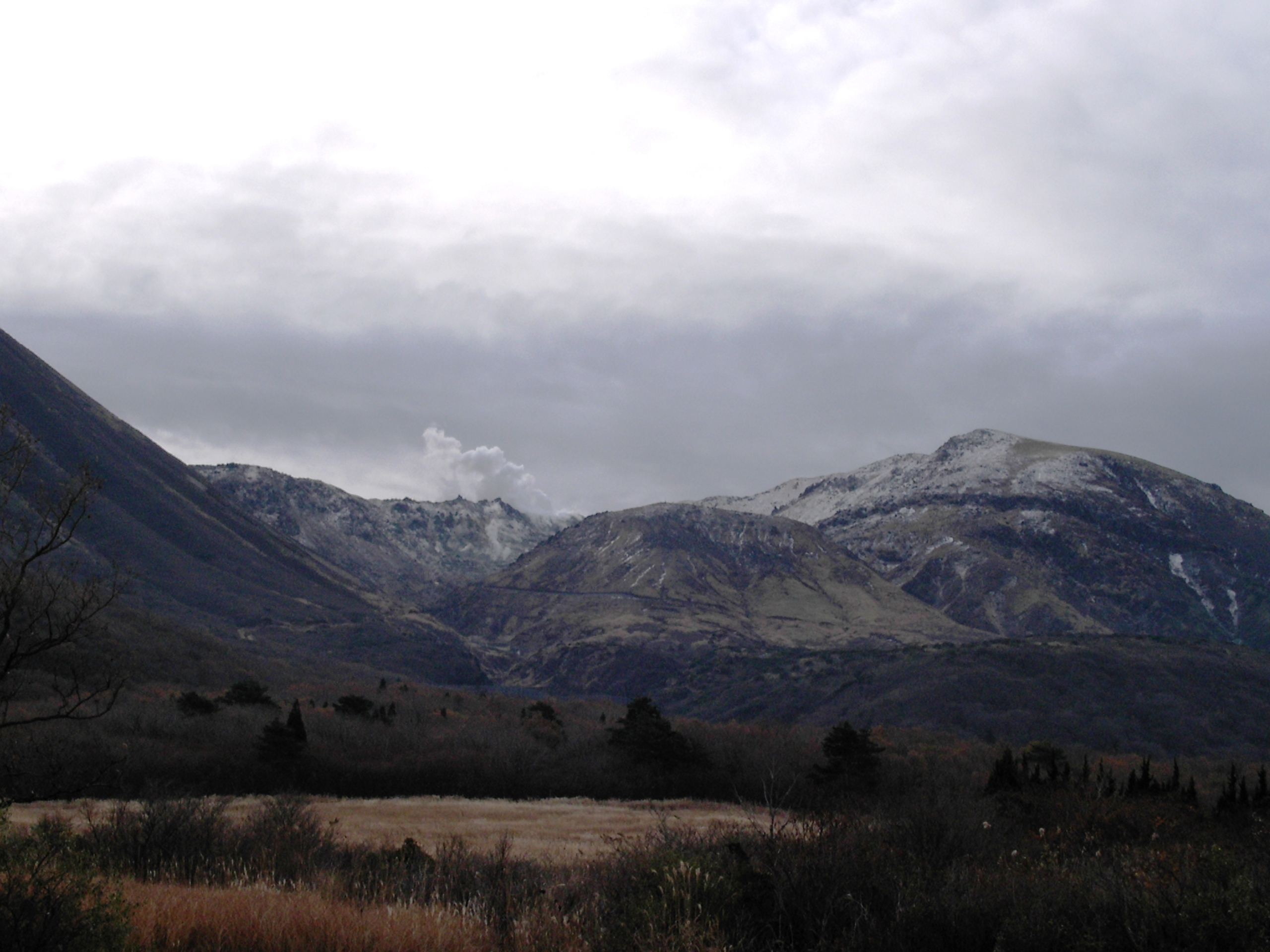
Le mont Hōsshō et le mont Iō vus de Chōjabaru
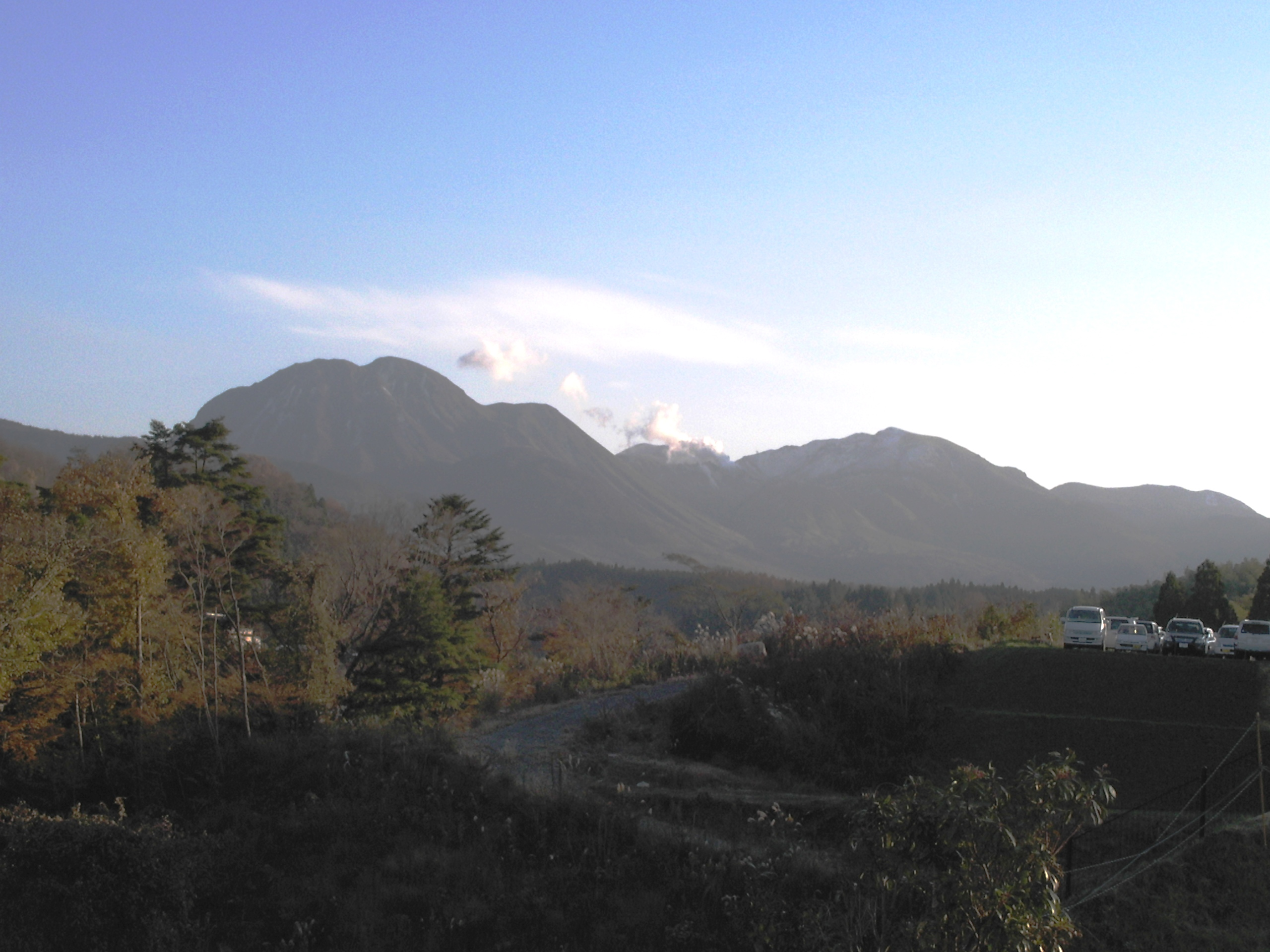
Les monts Kujū vus de la gorge de Narukogawa
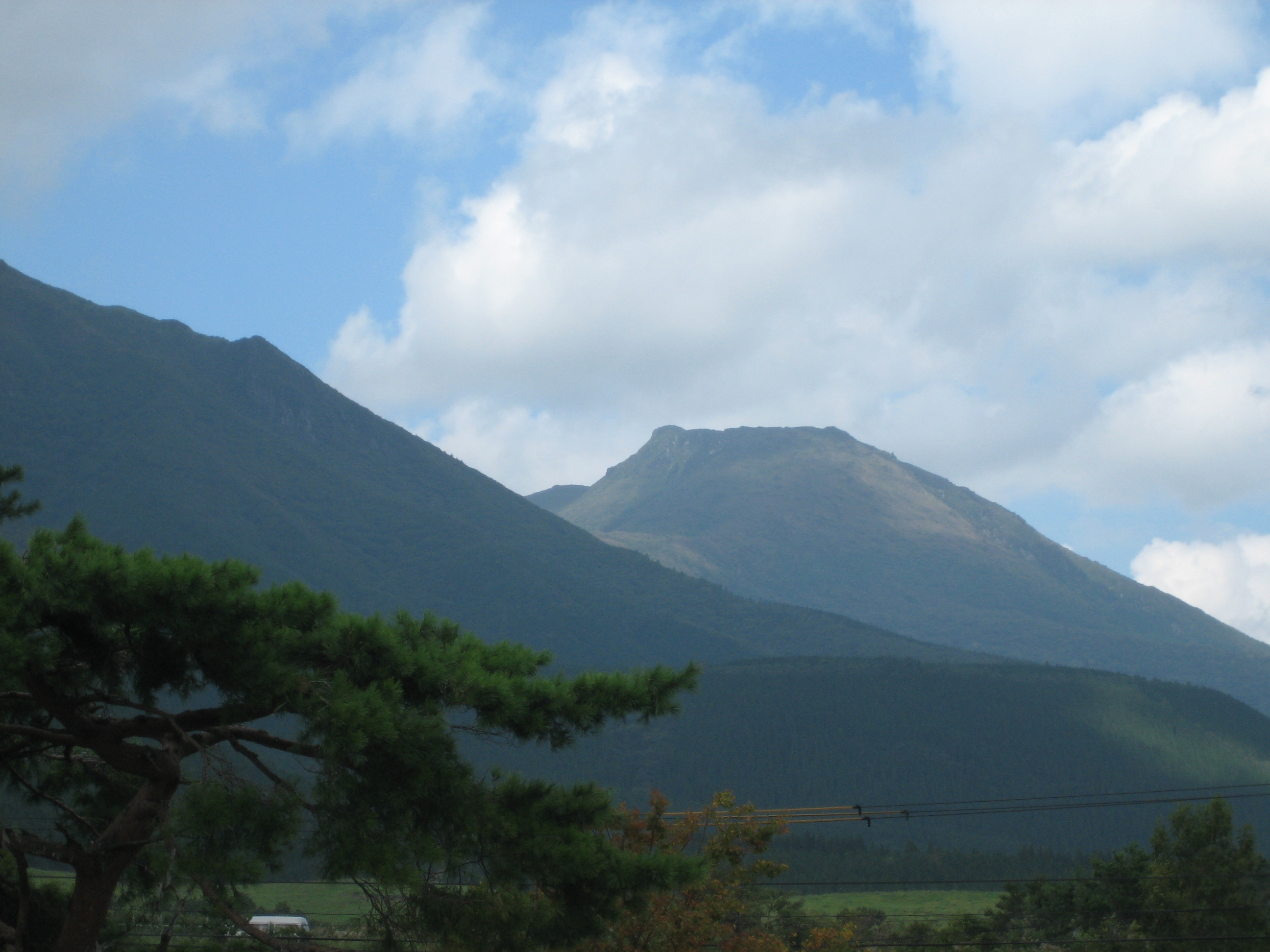
Le mont Taisen
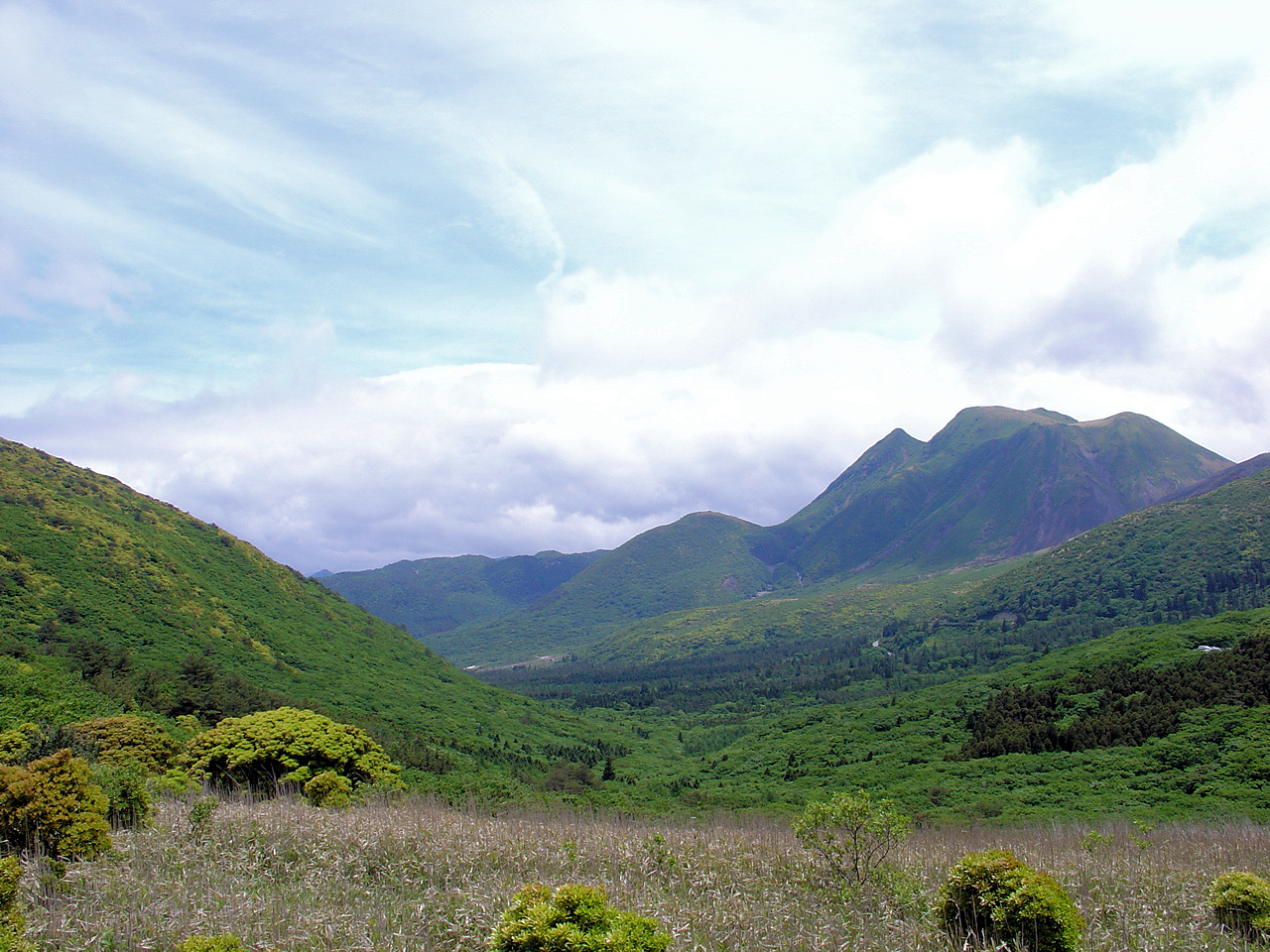
Le mont Kujū vu du col de Makinoto avec le mont Mimata à droite
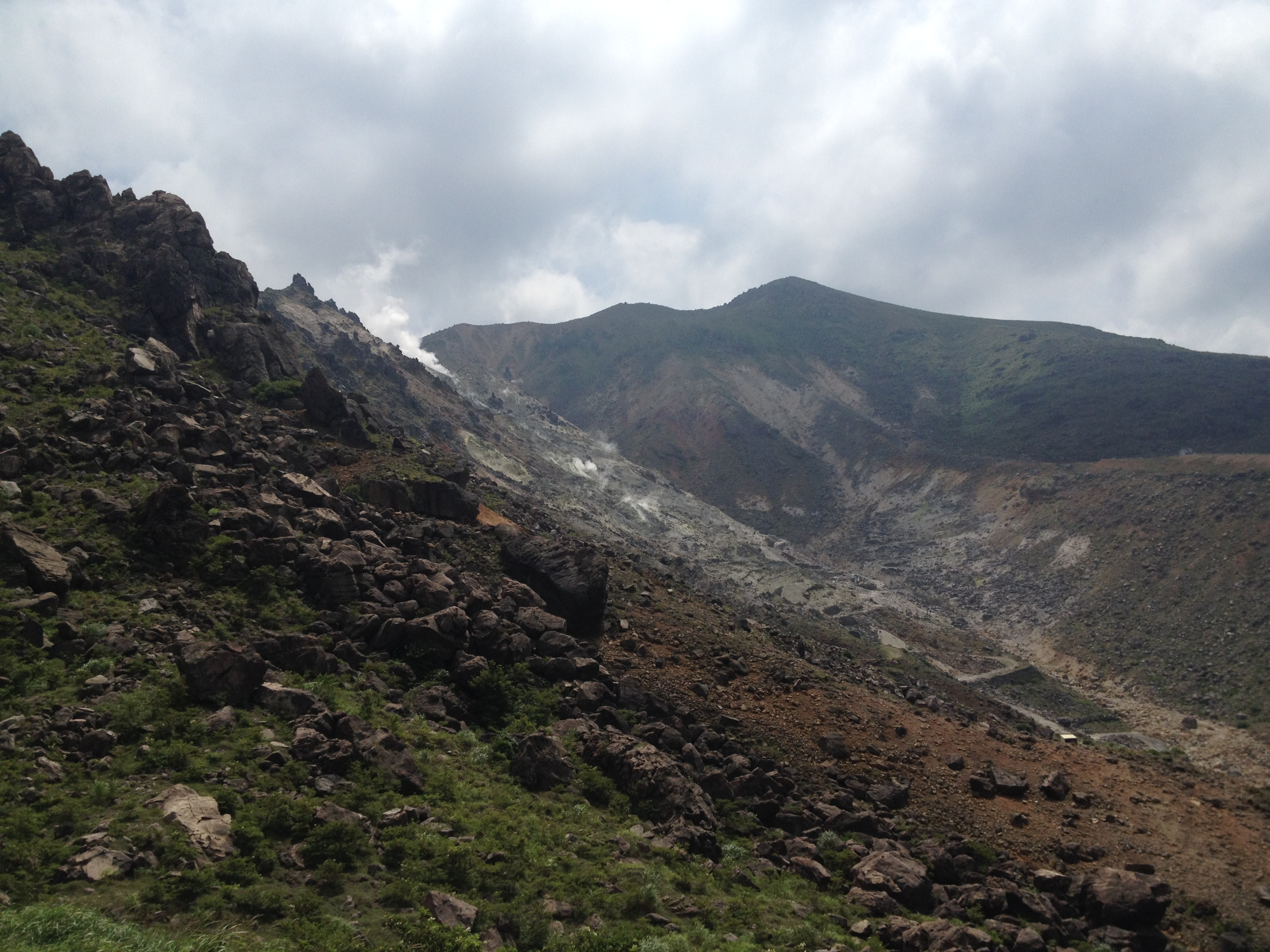
Fumerolles sur le mont Hoshisho en août 2014